# 並木北駅

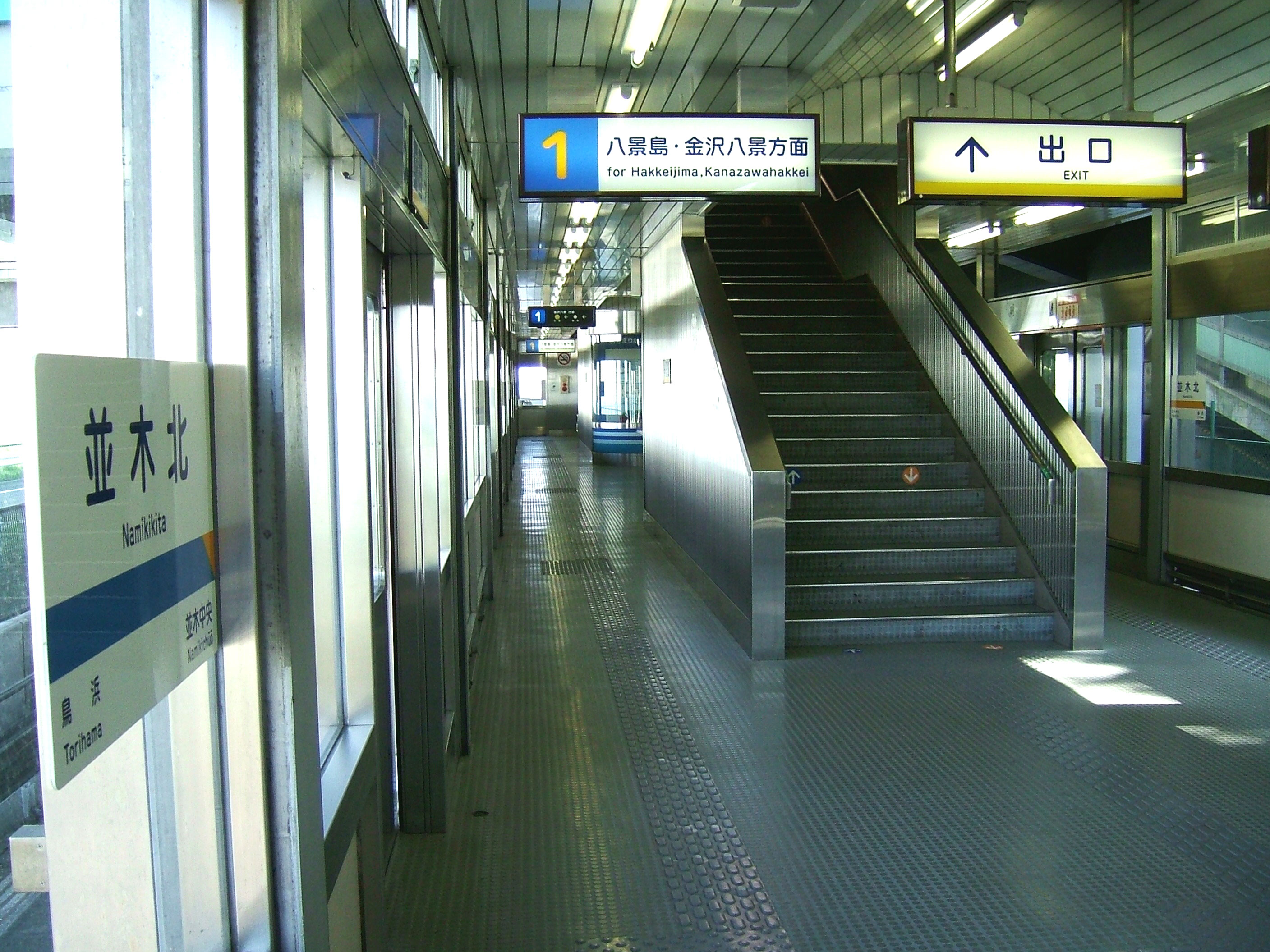
ホーム（2008年7月）

並木北駅（なみききたえき）は、神奈川県横浜市金沢区幸浦一丁目にある、横浜シーサイドライン金沢シーサイドラインの駅である。駅番号は4。当駅の前後のみ地平を走っている。2019年（令和元年）9月1日より3年間、「ZACROS 藤森工業前」の副駅名が付けられている。

## 歴史
- 1989年（平成元年）7月5日 - 開業[1][2]。
- 2005年（平成17年）3月23日 - 自動券売機を更新、使用を開始。
- 2019年（令和元年）9月1日 - 藤森工業（現・ZACROS）が命名権を取得。3年間、「ZACROS 藤森工業前」の副駅名が付く。

## 駅構造
島式ホーム1面2線を有する地上駅。
橋上駅舎を持つが無人駅となっており、エレベーターが金沢八景寄りに1基設置されている。エレベーターはホームから改札の外に繋がっており、インターホンで呼び出しを行わないと使用できなかったが、2009年（平成21年）3月20日より専用改札が新設されることとなった。
自動改札機・自動券売機設置駅。自動券売機は2005年（平成17年）に更新され、同年3月19日に使用が開始された。

### のりば
| 番線 | 路線                 | 方向 | 行先                 |
| ---- | -------------------- | ---- | -------------------- |
| 1    | 金沢シーサイドライン | 下り | 八景島・金沢八景方面 |
| 2    | 金沢シーサイドライン | 上り | 新杉田方面           |

## 利用状況
横浜市統計書によると、2024年度の1日平均乗降人数は4,018人（乗車：1,990人／降車：2,028人）である。
横浜シーサイドラインによると、2024年度の1日平均乗降人員は、3,967人である。
近年の1日平均乗降・乗車人員推移は下記の通り。
| 年度               | 1日平均 乗降人員 | 1日平均 乗車人員 | 出典     |
| ------------------ | ---------------- | ---------------- | -------- |
| 1992年（平成04年） |                  | 2,071            |          |
| 1993年（平成05年） |                  | 1,977            |          |
| 1994年（平成06年） |                  | 1,984            |          |
| 1995年（平成07年） |                  | 2,129            | [ * 1 ]  |
| 1996年（平成08年） |                  | 2,140            |          |
| 1997年（平成09年） |                  | 2,096            |          |
| 1998年（平成10年） |                  | 2,023            | [ * 2 ]  |
| 1999年（平成11年） |                  | 1,947            | [ * 3 ]  |
| 2000年（平成12年） |                  | 1,941            | [ * 3 ]  |
| 2001年（平成13年） |                  | 1,921            | [ * 4 ]  |
| 2002年（平成14年） |                  | 1,821            | [ * 5 ]  |
| 2003年（平成15年） |                  | 1,759            | [ * 6 ]  |
| 2004年（平成16年） |                  | 1,769            | [ * 7 ]  |
| 2005年（平成17年） |                  | 1,829            | [ * 8 ]  |
| 2006年（平成18年） |                  | 1,819            | [ * 9 ]  |
| 2007年（平成19年） |                  | 1,857            | [ * 10 ] |
| 2008年（平成20年） |                  | 1,807            | [ * 11 ] |
| 2009年（平成21年） | 3,494            | 1,738            | [ * 12 ] |
| 2010年（平成22年） | 3,548            | 1,759            | [ * 13 ] |
| 2011年（平成23年） | 3,475            | 1,722            | [ * 14 ] |
| 2012年（平成24年） | 3,408            | 1,691            | [ * 15 ] |
| 2013年（平成25年） | 3,376            | 1,679            | [ * 16 ] |
| 2014年（平成26年） | 3,463            | 1,722            | [ * 17 ] |
| 2015年（平成27年） | 3,431            | 1,698            |          |
| 2016年（平成28年） | 3,456            | 1,711            |          |
| 2017年（平成29年） | 3,493            | 1,732            |          |
| 2018年（平成30年） | 3,619            | 1,799            |          |
| 2019年（令和元年） | 3,633            | 1,803            |          |
| 2020年（令和02年） | 3,148            | 1,558            |          |
| 2021年（令和03年） | 3,439            | 1,701            |          |
| 2022年（令和04年） | 3,762            | 1,860            |          |
| 2023年（令和05年） | 4,004            | 1,985            |          |
| 2024年（令和06年） | 4,018            | 1,990            |          |

## 駅周辺
- 横浜市金沢下水処理場
- 三菱重工業横浜製作所金沢工場
- 富岡東中学校
- 並木第一小学校
- 首都高速湾岸線
- 国道357号

## 路線バス
国道357号線上に設置されている「幸浦１丁目」が最寄りバス停。横浜交通開発バスによる運行。
- 北方向
  - <117> 新杉田駅前
- 南方向
  - <117> 新杉田駅前行（藤森工業前経由）

## 隣の駅
横浜シーサイドライン
 金沢シーサイドライン
鳥浜駅 (3) - 並木北駅 (4) - 並木中央駅 (5)